# Keegan Messing
Keegan Messing (* 23. Januar 1992 in Girdwood, Alaska, USA) ist ein Eiskunstläufer mit kanadischer und mit US-amerikanischer Staatsbürgerschaft. Er trat bei den Olympischen Winterspielen 2018 und bei den Olympischen Winterspielen 2022 für Kanada im Einzellauf an.

## Karriere
Zu Beginn seiner Karriere trat Messing in Wettkämpfen für die USA an. Bei den Eiskunstlauf-Juniorenweltmeisterschaften 2010 und 2011 wurde er jeweils Vierter. In internationalen Wettkämpfen gewann er 2011 und 2012 Gold beim Cup of Nice und 2012 Bronze bei der Nebelhorn Trophy.
Seit der Saison 2014/15 tritt er für Kanada an. Bei seinen ersten kanadischen Meisterschaften erreichte er Platz 5. In der folgenden Saison erreichte er Platz 11 bei Skate Canada, seinem ersten Wettbewerb der ISU-Grand-Prix-Serie.
In das Jahr 2018 startete Messing mit der Silbermedaille bei den kanadischen Meisterschaften. Es folgten Platz 12 bei den Olympischen Winterspielen in Pyeongchang und Platz 8 bei seinen ersten Weltmeisterschaften. Zu Beginn der Saison 2018/19 gewann er die Nebelhorn Trophy. Bei Skate Canada 2018 gewann er mit Silber seine erste Medaille bei einem Grand-Prix-Wettbewerb. Er qualifizierte sich außerdem für das Grand-Prix-Finale, in welchem er Fünfter wurde.

## Persönliches
Keegan Messing wuchs ca. 60 km südlich von Anchorage in Alaska auf. Seine Mutter stammt aus Peterborough in der kanadischen Provinz Ontario, weshalb Messing sowohl die US-amerikanische als auch die kanadische Staatsbürgerschaft besitzt. Am 22. September 2019 starb sein Bruder Paxon bei einem Verkehrsunfall. Bei Skate America im Oktober 2019 widmete Messing seinen Auftritt bei der Gala seinem verstorbenen Bruder.

## Ergebnisse
| Meisterschaft / Jahr                    | 2015    | 2016    | 2017    | 2018    | 2019    | 2020    | 2021    | 2022    | 2023    |
| --------------------------------------- | ------- | ------- | ------- | ------- | ------- | ------- | ------- | ------- | ------- |
| Olympische Winterspiele                 |         |         |         | 12.     |         |         |         | 11.     |         |
| Weltmeisterschaften                     |         |         |         | 8.      | 15.     |         | 6.      | 14.     | 7.      |
| Vier-Kontinente-Meisterschaften         |         |         |         |         | 4.      | 8.      |         |         | 2.      |
| Kanadische Meisterschaften              | 5.      | 6.      | 5.      | 2.      | 3.      | 3.      |         | 1.      | 1.      |
| Wettbewerb / Saison                     | 2014/15 | 2015/16 | 2016/17 | 2017/18 | 2018/19 | 2019/20 | 2020/21 | 2021/22 | 2022/23 |
| GP Finale                               |         |         |         |         | 5.      |         |         |         |         |
| GP Cup of China                         |         |         |         |         |         | 4.      |         |         |         |
| GP Cup of Russia                        |         |         |         |         | 5.      |         |         |         |         |
| GP Grand Prix Espoo                     |         |         |         |         |         |         |         |         | 8.      |
| GP Internationaux de France             |         |         |         |         |         |         |         | 6.      |         |
| GP NHK Trophy                           |         |         |         | 5.      |         |         |         |         |         |
| GP Skate America                        |         |         |         |         |         | 4.      | 3.      |         |         |
| GP Skate Canada                         |         | 11.     |         | 8.      | 2.      |         |         | 5.      | 4.      |
| CS Nebelhorn Trophy                     |         |         |         |         | 1.      |         |         |         | 1.      |
| CS Golden Spin of Zagreb                |         |         | 3.      |         |         |         |         | 1.      |         |
| CS Ondrej Nepela Trophy                 |         | 5.      |         |         |         |         |         |         |         |
| GP = Grand Prix; CS = Challenger Series |         |         |         |         |         |         |         |         |         |

## Galerie

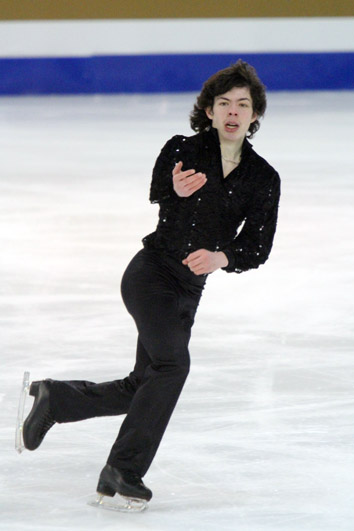
Messing bei der Junioren-WM 2010
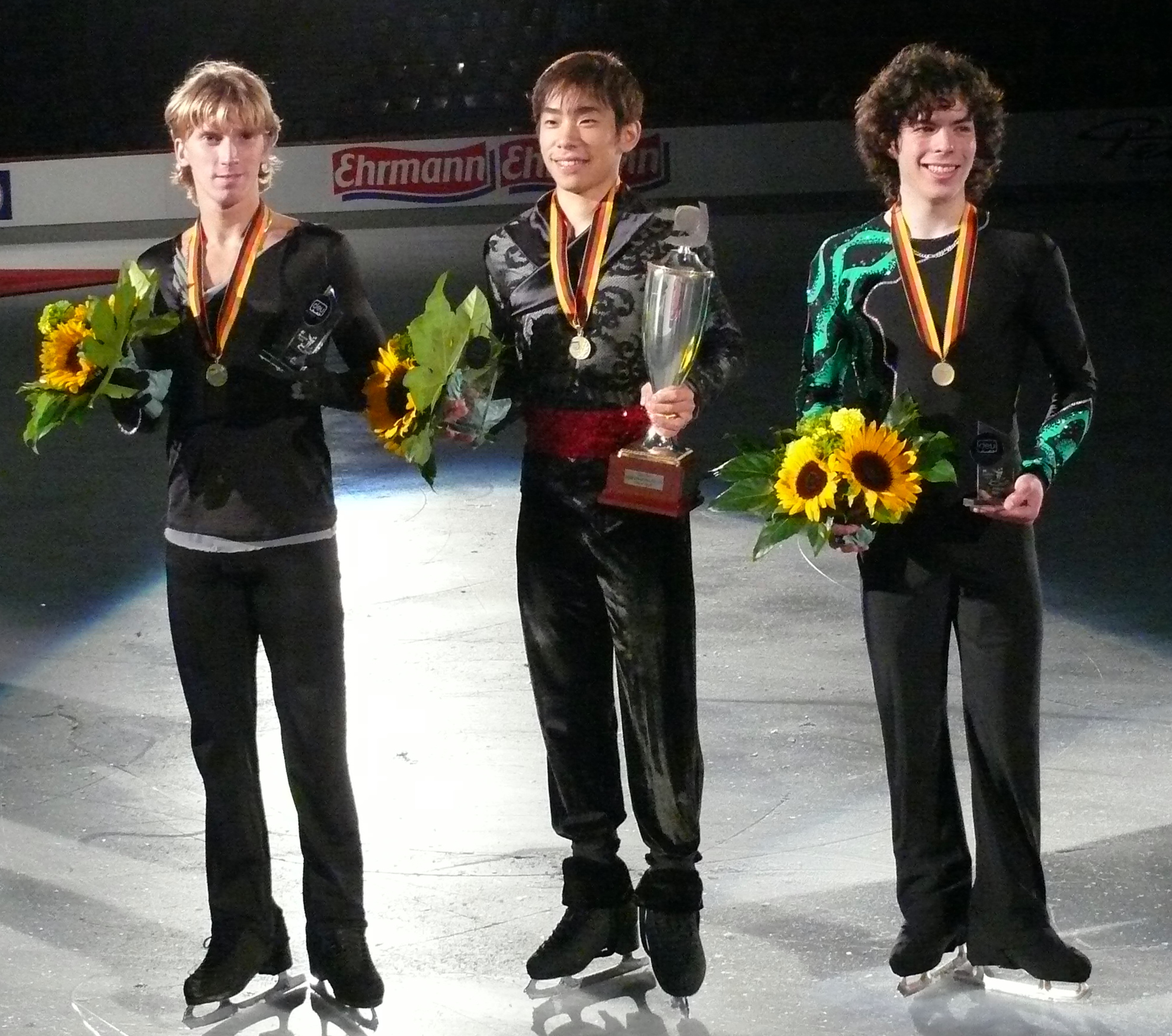
Messing (rechts) bei der Siegerehrung der Nebelhorn Trophy 2012
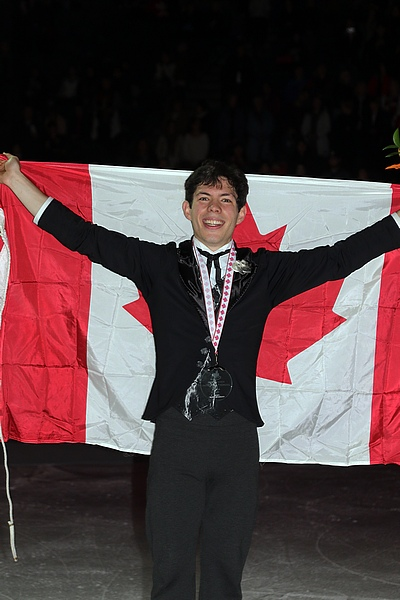
Messing nach dem Gewinn der Silbermedaille bei Skate Canada 2018
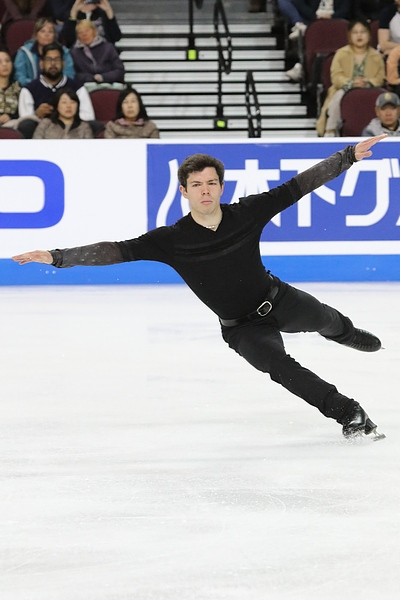
Messing bei Skate America 2019